# Petylian z Cirty
Petylian z Cirty (ur. po 354, zm. przed 419/422) – wczesnochrześcijański pisarz, biskup donatystów w mieście Cirta (Constantina). Nim przystąpił do donatystów był adwokatem katolicyzmu. Prowadził polemikę z Augustynem z Hippony.

## Pisma
Spośród pism polemicznych Petyliana z Cirty można zrekonstruować List do prezbiterów i diakonów donatystów przeciw katolikom (łac. Epistola ad presbyteros et donatistas adversus catholicam) oraz dwa listy od Augustyna z Hippony: Księgę o schizmie maksymianistów (Liber de schismate maximianistarum), O jednym chrzcie (De unico baptismate), a także kilka mów wygłoszonych w trakcie konferencji donatystów z katolikami w 411 roku w Kartaginie.